# La Pointe (Choiseul)
La Pointe es una localidad de Santa Lucía, que forma parte del distrito de Choiseul.